# Blyth Tait
Blyth Tait (n. 10 mai 1961, Whangārei⁠(d), Northland, Noua Zeelandă) este un Jocheu ce a reprezentat Noua Zeelandă, medaliat olimpic. A participat la 4 ediții ale Jocurilor Olimpice (1992, 1996, 2000, 2004) în care a câștigat o medalie de aur și o medalie de bronz.